# Ameixoeira (metrostation)
Ameixoeira  is een metrostation aan de Gele lijn van de Metro van Lissabon. Het station is geopend op 27 maart 2004.
Het is gelegen aan de kruising van de Rua Vitorino Nemésio en de Azinhaga da Cidade.